# Windpark Rysumer Nacken
Der Windpark Rysumer Nacken ist ein Windpark an der Knock bei Emden, in dem sich einige der zu ihrer Bauzeit größten Windkraftanlagen der Welt befinden.

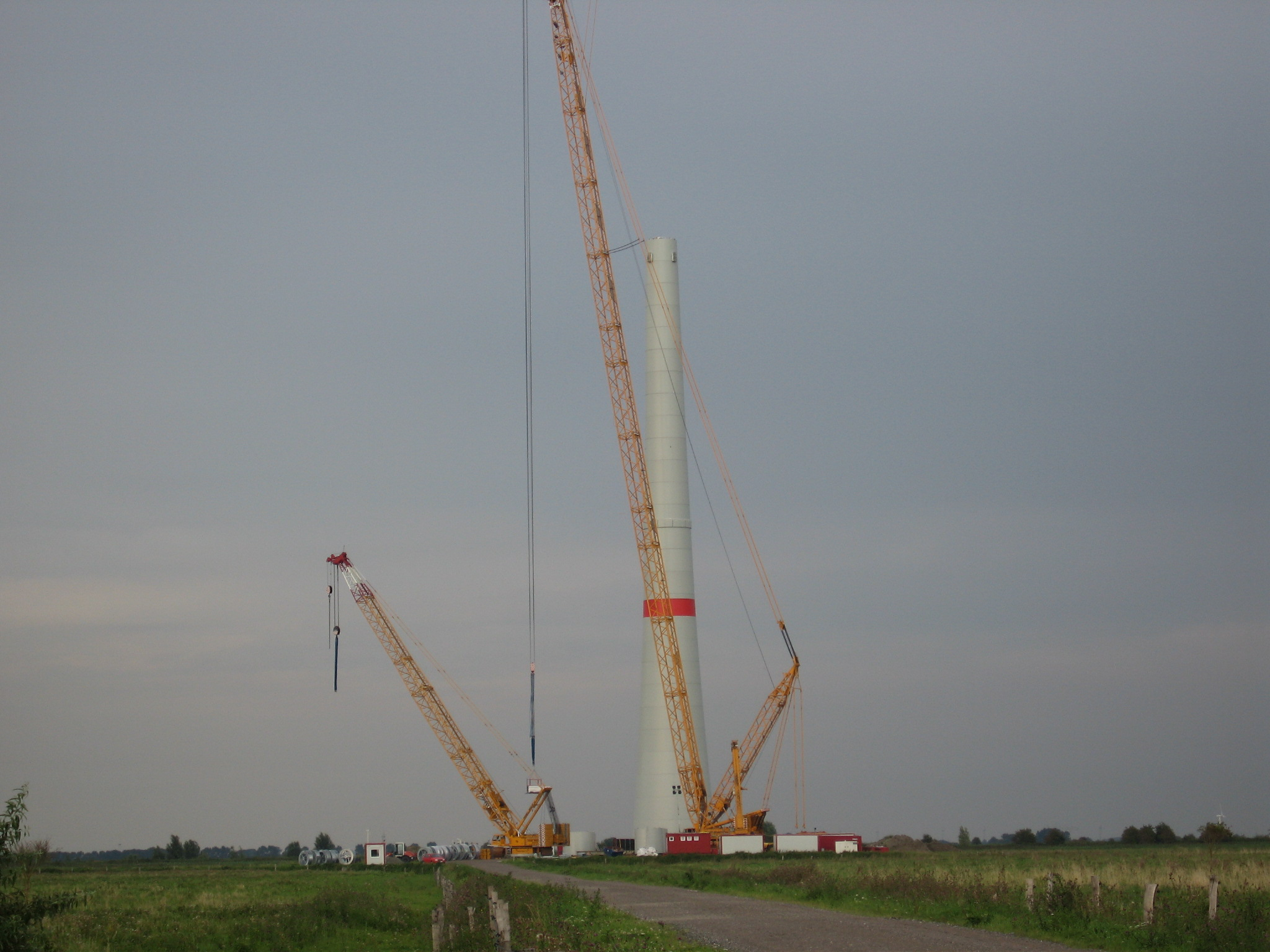
Baustelle des Prototyps der E-126 in Emden an der Knock im August 2007

Seit 2007 waren im Windpark Rysum zwei Windturbinen des Typs BARD VM 5000 kW mit 90 Meter Nabenhöhe und 122 Metern Rotordurchmesser montiert. Diese wurden 2012 durch BARD 6.5-Anlagen mit einer Nennleistung von 6,5 MW ersetzt.
Die größten Windkraftanlagen des Windparks wurden im November 2008 in Betrieb genommen. Es handelt sich dabei um zwei Windturbinen des Typs Enercon E-126 mit 135 Metern Nabenhöhe und 126 Metern Rotordurchmesser. Um die Standsicherheit in dem weichen Untergrund zu gewährleisten, wurden für die Gründung einer E-126 64 Pfähle mit einer durchschnittlichen Länge von 25 Meter und einem Durchmesser von 56 cm in den Boden gerammt. Im Sockel wurden 1500 m³ Beton sowie 180 Tonnen Bewehrungsstahl verarbeitet.
Daneben steht im Windpark Rysumer Nacken ein 198,5 Meter hoher meteorologischer Windmessmast, der höchste in einem deutschen Windpark.